# Turciniuna
I turciniuna sono un tipico piatto ragusano, che viene preparato durante il periodo pasquale.  La tradizione vuole che si debbano mangiare il Sabato Santo a pranzo. Anticamente si cosumavano, però il sabato sera, quando le campane annunziavano che era finita la quaresima e quindi ci si poteva "cammarare", cioè mangiare carne o grassi. Gli ingredienti principali sono le interiora dell'agnello (cuore, polmoni, rognoni e fegato). La preparazione del piatto incomincia di giovedì quando viene macellato l'agnello. Poi gli intestini vengono puliti e si lasciano a macerare col prezzemolo, sale, cipolla, pepe e spezie. Si può aggiungere del vino, preferibilmente bianco. Con le interiora, avvolte nella coratella (calia o retina) si fanno degli involtini con il cacio (rigorosamente ragusano) che in seguito di sabato vengono infornati nel forno a legna o alla brace. Ormai è un piatto che si trova raramente sulle tavole e rischia di scomparire.